# 楠特伊圣母村
楠特伊圣母村（法語：Nanteuil-Notre-Dame，法語發音：[nɑ̃tœj nɔtʁ dam]）是法国上法蘭西大區埃纳省的一个市镇，属于蒂耶里堡区。

## 地理
楠特伊圣母村（49°11'31"N, 3°24'31"E）面积3.72 平方千米，位于法国上法蘭西大區埃纳省，该省份为法国北部内陆省份，北起北部省，西接索姆省和瓦兹省，东临阿登省和马恩省，西南至塞纳-马恩省，东北部与比利时接壤。
与楠特伊圣母村接壤的市镇（或旧市镇、城区）包括：乌尔克河畔阿尔芒蒂耶尔、布吕耶尔叙费尔、宽西、乌希堡。

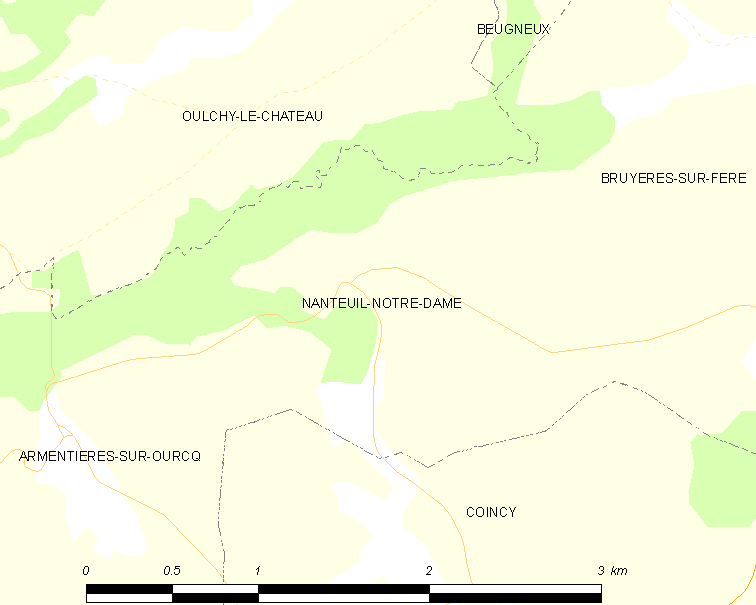
楠特伊圣母村的OSM定位图

楠特伊圣母村的时区为UTC+01:00、UTC+02:00（夏令时）。

## 行政
楠特伊圣母村的邮政编码为02210，INSEE市镇编码为02538。

## 政治
楠特伊圣母村所属的省级选区为塔德努瓦地区费尔县。

## 人口

1962-2008年间楠特伊圣母村人口变化图示

楠特伊圣母村于2022年1月1日时的人口数量为83人。